# Hieracium axaticum
Hieracium axaticum es una especie de planta con flor del género Hieracium, de la familia Asteraceae, orden Asterales.

## Distribución
Hieracium axaticum se distribuye por Francia y España.

## Taxonomía
Fue descrita científicamente por Arv.-Touv. & Gaut. Fue publicada en Bull. Soc. Bot. France 51(Sess. Extraord.): xlvii (1904).